# 800 nanômetros
O processo de 800 nm refere-se ao nível de tecnologia do processo de fabricação de semicondutores MOSFET que foi alcançado por volta do período de 1987 a 1990, por empresas líderes de semicondutores como NTT, NEC, Toshiba, IBM, Hitachi, Matsushita, Mitsubishi Electric e Intel.